# DBSクルーズフェリー

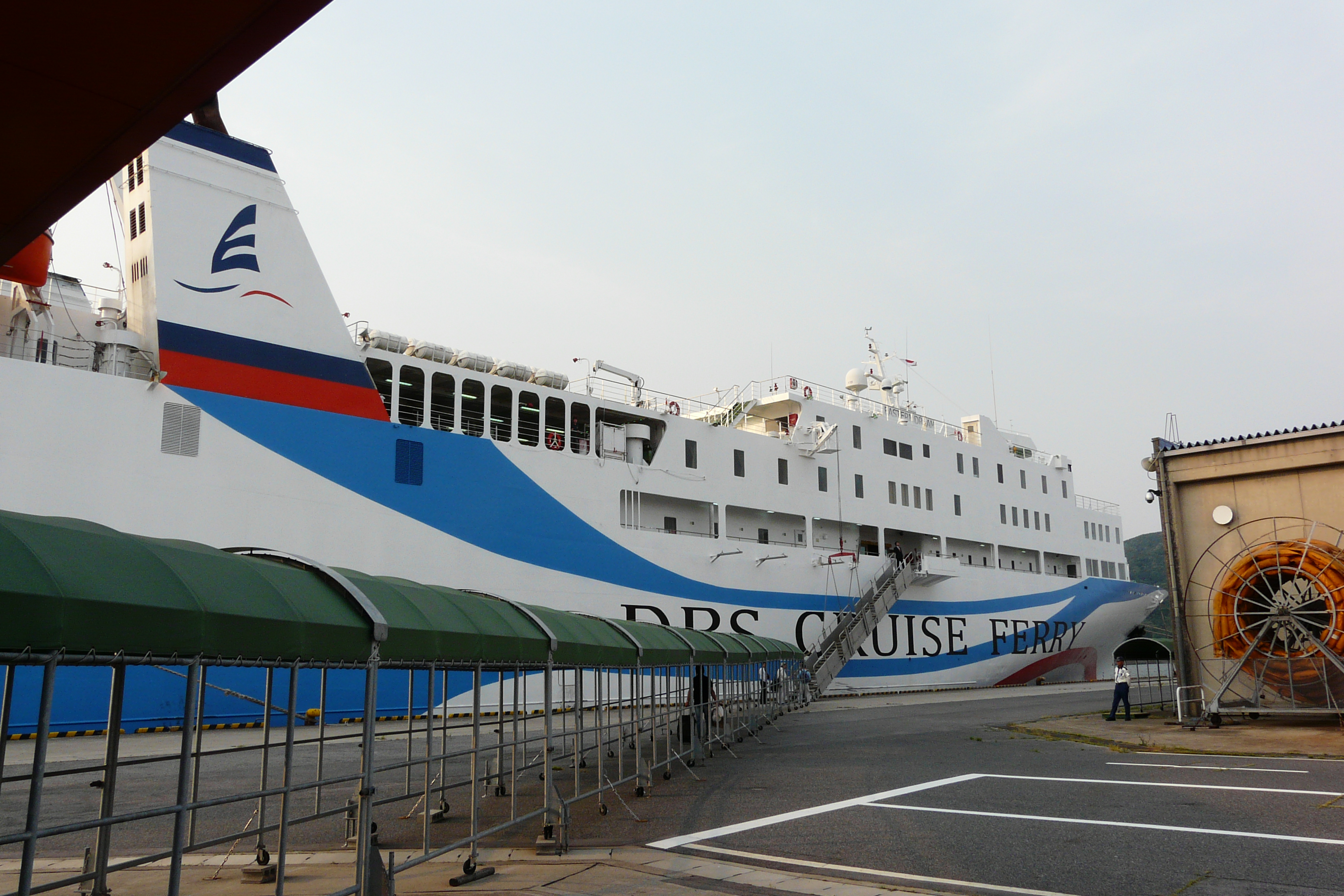
境港に停泊中のDBSクルーズフェリー

DBSクルーズフェリーは、韓国にあった海運会社。日本の境港、舞鶴港、韓国の東海港、ロシアのウラジオストク港を結ぶフェリーを運航していた。2020年に廃止された。なお、本項ではその他日本海を利用した日韓露間の航路についても説明する。

## 概要
2009年より韓国の東海港を基点に、日本の境港・舞鶴港と東海港の間に週一往復、ロシアのウラジオストク港・ザルビノ港と東海港の間に週一往復のフェリーを運航させ、最盛期には年間3万3000人余りが利用した。
また2011年より集荷のため関西の日本海側の玄関港となっている舞鶴港にも貨物扱いのみで週1往復入港していた。貨物量では舞鶴港が境港の約3倍のコンテナ貨物の集荷をするなど重要な拠点となっていた。
なお以前に福井県敦賀港へ航路を延長する構想があり、2011年半ばまでに試験的な運航を開始するとの報道があったが、2011年4月16日に同年5月12日から15日にかけて試験運航を行い、13日に敦賀港に入港したが、その後2019年8月現在敦賀港への定期旅客船は運航されていない。
ドックダイヤが冬季に設定されており、その間は運休する。なお、ウラジオストク港はウラジオストク自由港法により通常ビザに加えてインターネットで取得可能な電子ビザでも入国することができる。電子ビザは入国した州内限定で有効となっている。他州への移動権はない。
日韓関係の悪化に伴う旅客の激減により、2019年11月28日から翌年2月末まで運航休止を発表。さらに、新型コロナウイルス感染症（COVID-19）の流行に伴う韓国人の旅行減少もあり、2020年1月末を持って業務を停止。今後の集客の見通しがたたないとして4月27日付で韓国海洋水産部に航路免許を返納し、廃業した。

## その後
2020年9月11日に韓国のドゥウォン商船が同フェリーで運航していた貨客船イースタン・ドリームを買い取り、境港に代わって舞鶴港と韓国・浦項、ウラジオストクを結ぶ航路を開設した。週に一度、舞鶴に木曜、浦項に金・土曜、ウラジオストクに日・月・火曜、浦項に水曜という入港スケジュールで運航する予定だった。しかし新型コロナウイルス感染症（COVID-19）感染拡大防止に伴う入国制限措置の影響を受け、旅客取扱をしないまま、2021年2月1日に廃止届が受理された。
2021年5月、舞鶴港－東海港－ウラジオストク便として韓国側の寄港地を変更して、運航を再開した（ただし旅客輸送はCOVID-19の影響のため休止）。2022年ロシアのウクライナ侵攻に対する経済制裁により、西側諸国とロシアとの間の交通の大半が遮断されているが、本航路については2022年3月現在運航が継続されていると報じられていたが、その3月12日を最後にCOVID-19の長期化が影響して運休となった。
同年5月に東海港－ウラジオストク港間で運行を再開（8月には旅客も完全再開）したものの、舞鶴へは寄港できず運休が続くことになった。
2024年1月24日、鳥取県の平井伸治知事が定例記者会見においてトゥウォン商船が境港と韓国を結ぶ週1往復の定期貨客船運航を目指し、境港寄港の免許取得を韓国当局に申請したと発表した。韓国・東海とウラジオストク間で運航を続ける同船が土曜朝に境港に寄港し、日曜夕方に出港する計画。
コロナ禍が落ち着いた2023年12月に同社は日本クルーズ客船より「ぱしふぃっくびいなす」を取得改装し「イースタン・ビーナス」として、韓国南東部の 釜山市から境港を寄港地とする運航免許を申請中で、トゥウォン商船の李錫基社長は同月3泊4日で鳥取県を視察しており、需要が見込めると判断していた。トゥウォン商船は、「イースタン・ドリーム」は2024年5月に試験運行を経て7月から正式に運行開始をすると2月に告知し、実際には8月3日に再開第1便が境港に入港した。これにより、運行会社が変わったものの、事実上DBSクルーズフェリーの航路が復活したこととなった。
ただし、境港側の乗り場が「境夢みなとターミナル」となったため、最寄り駅も境港駅から高松町駅に変更となった他、タクシーや連絡バス（はまるーぷバス）の利用も必要となる。

### 運行ダイヤ
境港に運行開始した後のダイヤは以下の通りである、境港からウラジオストクに乗る場合、東海港で船中泊する形となる。なお、発券・乗船手続きの締め切りは出発時刻の30分前、ウラジオストク港のみ1時間前となっている。
|                              | ウラジオストク方面 | ウラジオストク方面 | 境港方面     | 境港方面     |
| 着                           | 発                 | 着                 | 発           |              |
| ---------------------------- | ------------------ | ------------------ | ------------ | ------------ |
| 境港（境夢みなとターミナル） |                    | 日曜日 19:00       | 土曜日 9:00  |              |
| 東海港                       | 月曜日 9:00        | 火曜日 15:00       | 金曜日 13:00 | 金曜日 18:00 |
| ウラジオストク港             | 水曜日 16:00       |                    |              | 木曜日 14:00 |

また、ウラジオストク港に入る場合、ロシアがウクライナと戦争中であるためか、戦争割増料金（전쟁할증료）が必要となる。現在日本はいかなる国とも現在戦争をしていないため、当然ながら境港と東海港間の利用においてはかからない。

## その他の航路
これとは別に色丹島を拠点とする旅行会社「ボストークツアー」が、が2023年10月に石川県の七尾港とウラジオストク港との間で旅客船を運行開始した。その後、11月7日に日本側の到着地を小樽港に変更した後、僅か3往復したのみで撤退した。
この時、ロシアのウクライナ侵攻による制裁措置が発動されていたが、旅客船については制裁措置外となっている。
詳細はプレイオナ(船)の項目を参照。

## 船舶
- イースタン・ドリーム（M.V. Eastern Dream）

2009年6月29日就航、元マリックスラインのクイーンコーラル (2代)を購入、船首甲板のコンテナ搭載設備を撤去、船室を増設するなど改修の上、就航した。
13,000総トン、全長140m、全幅20m、航海速力20.15ノット、旅客定員500名、乗員30名、貨物積載量130TEU

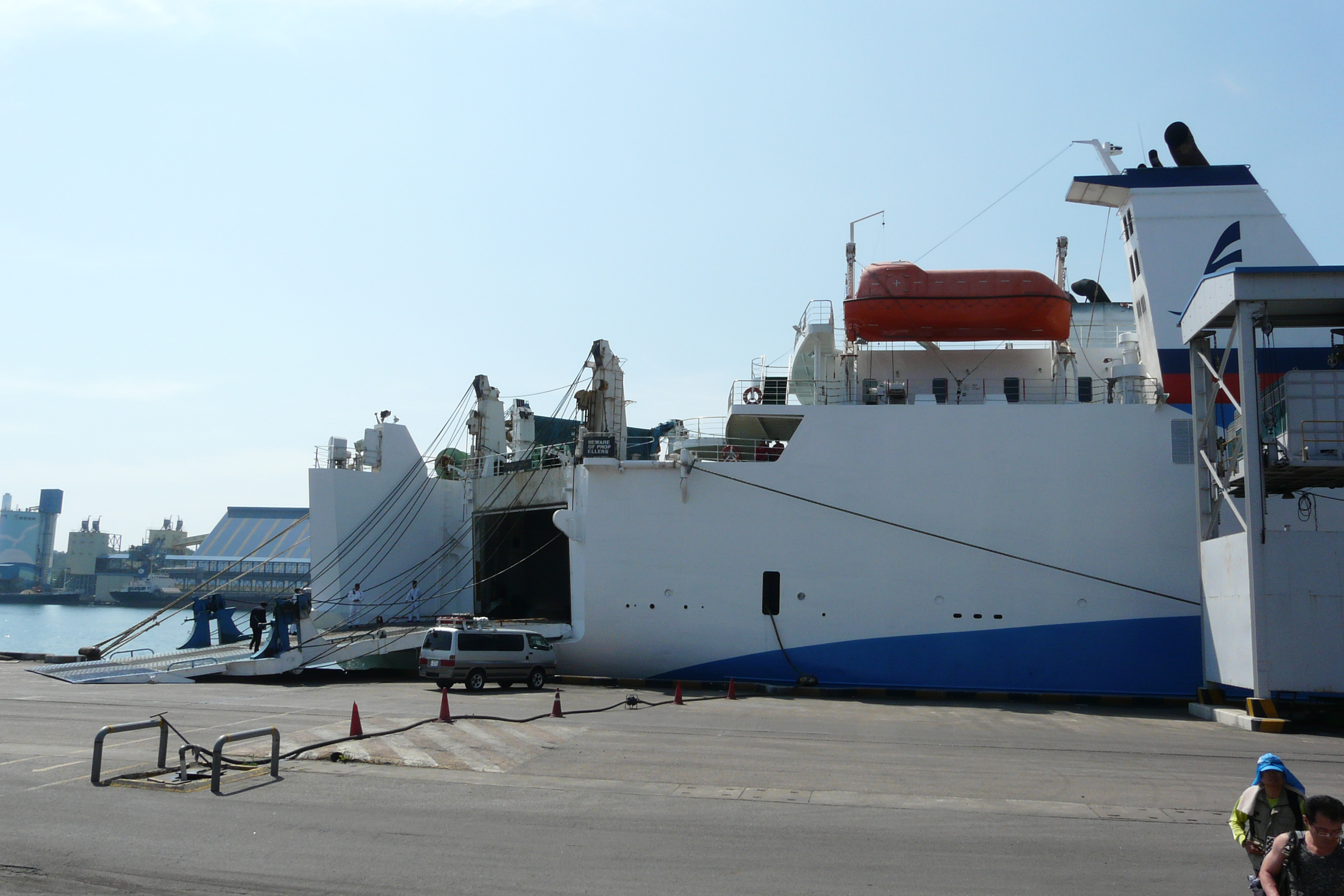
東海港に停泊中
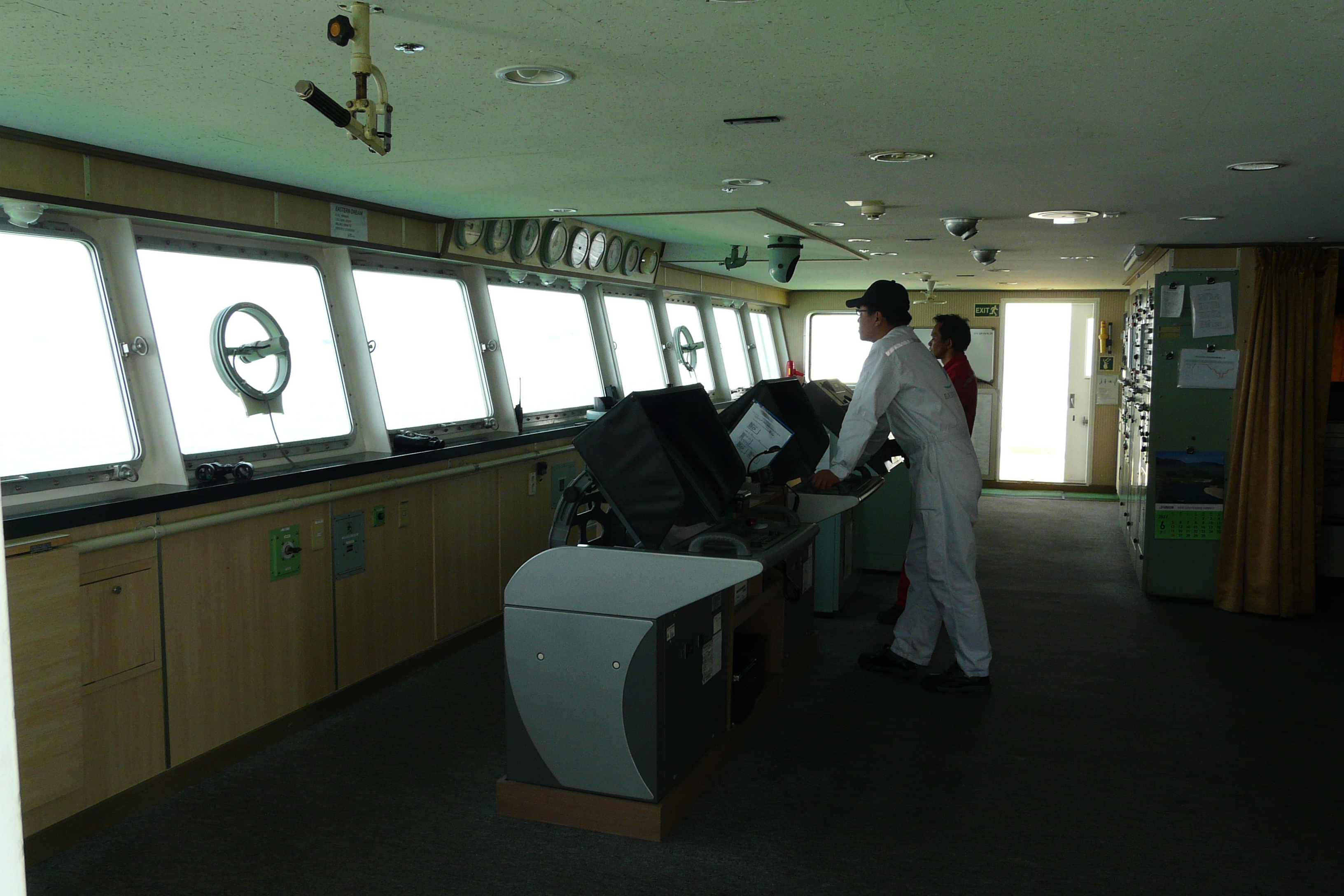
操舵室
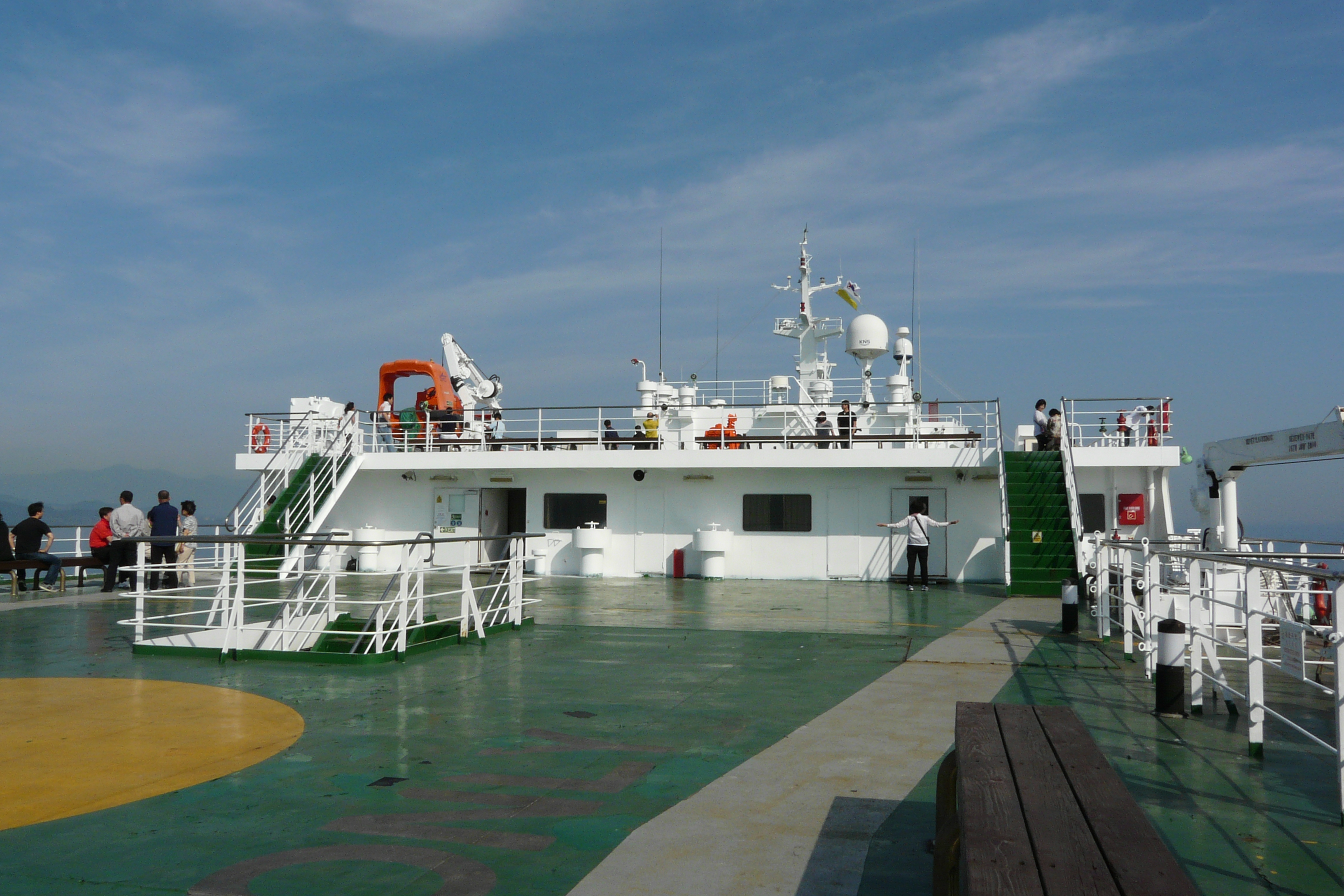
甲板
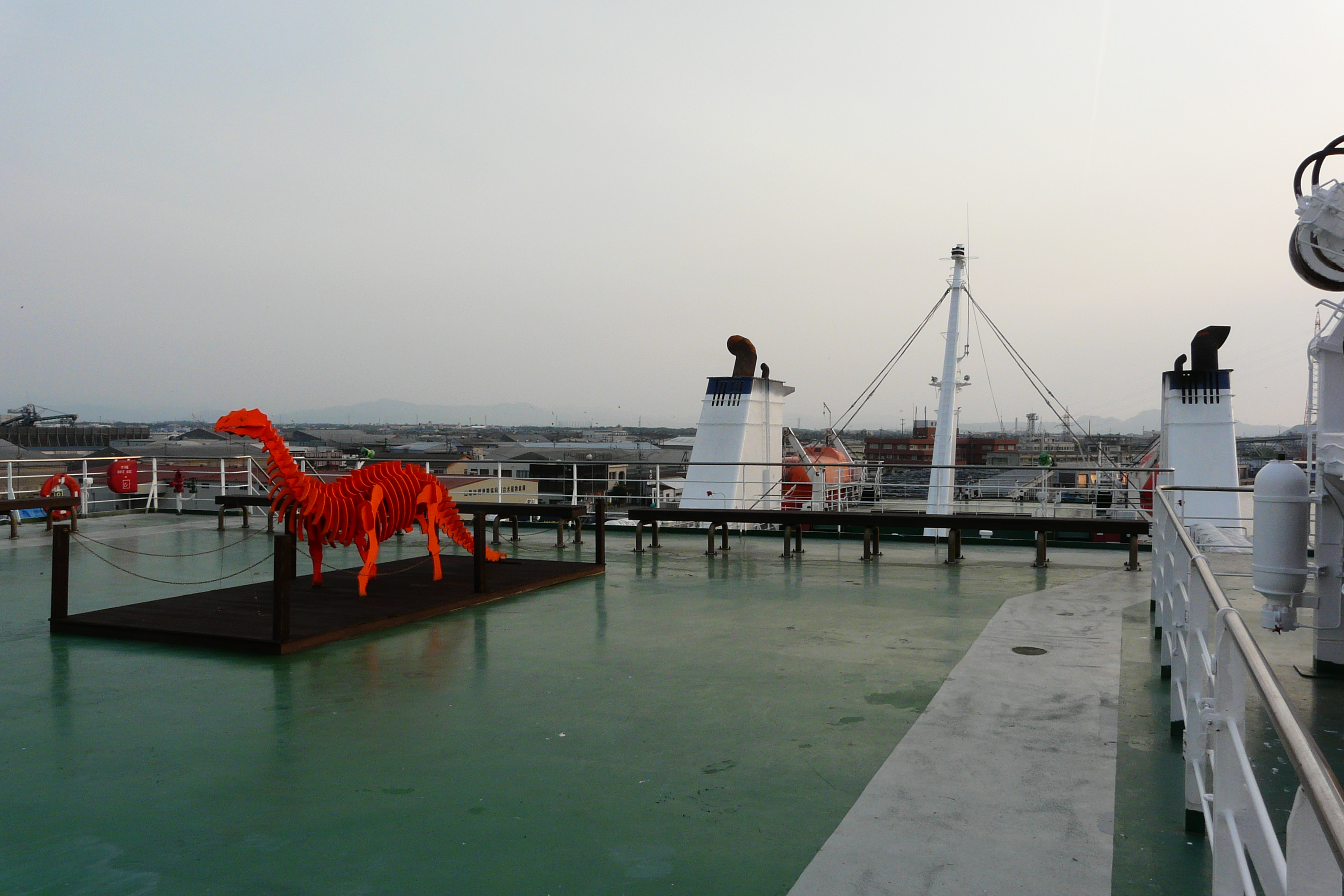
甲板
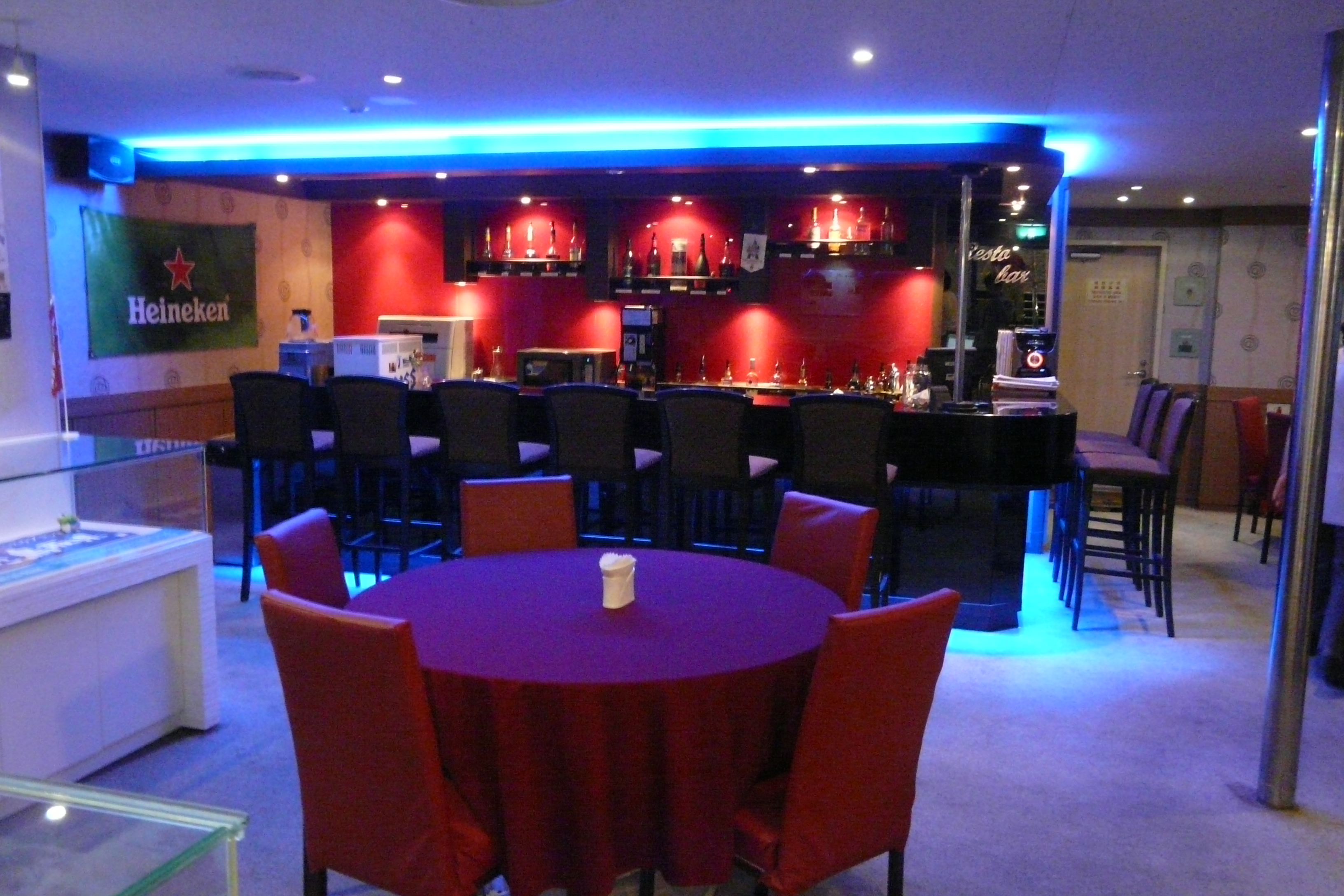
ラウンジ
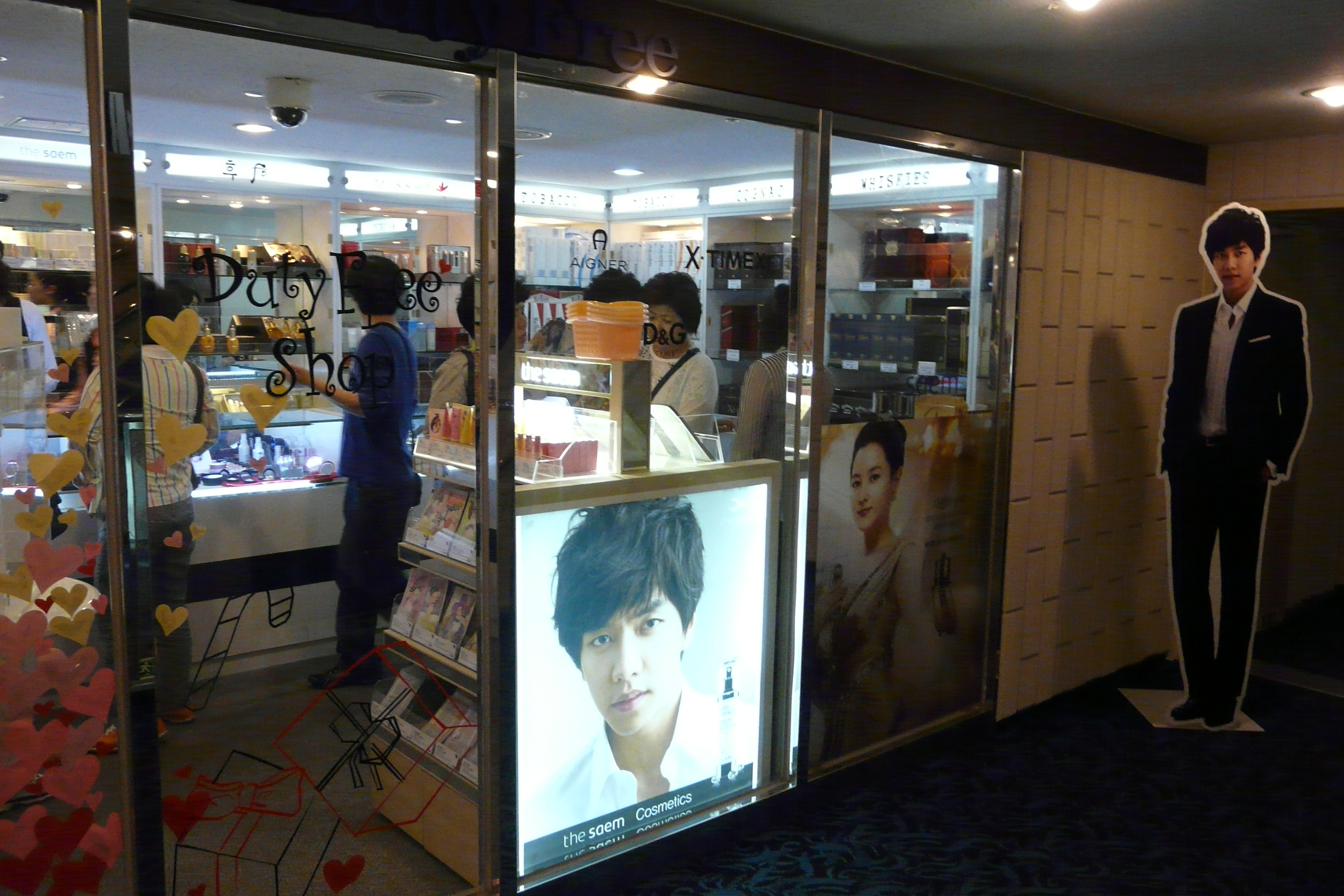
船内の売店
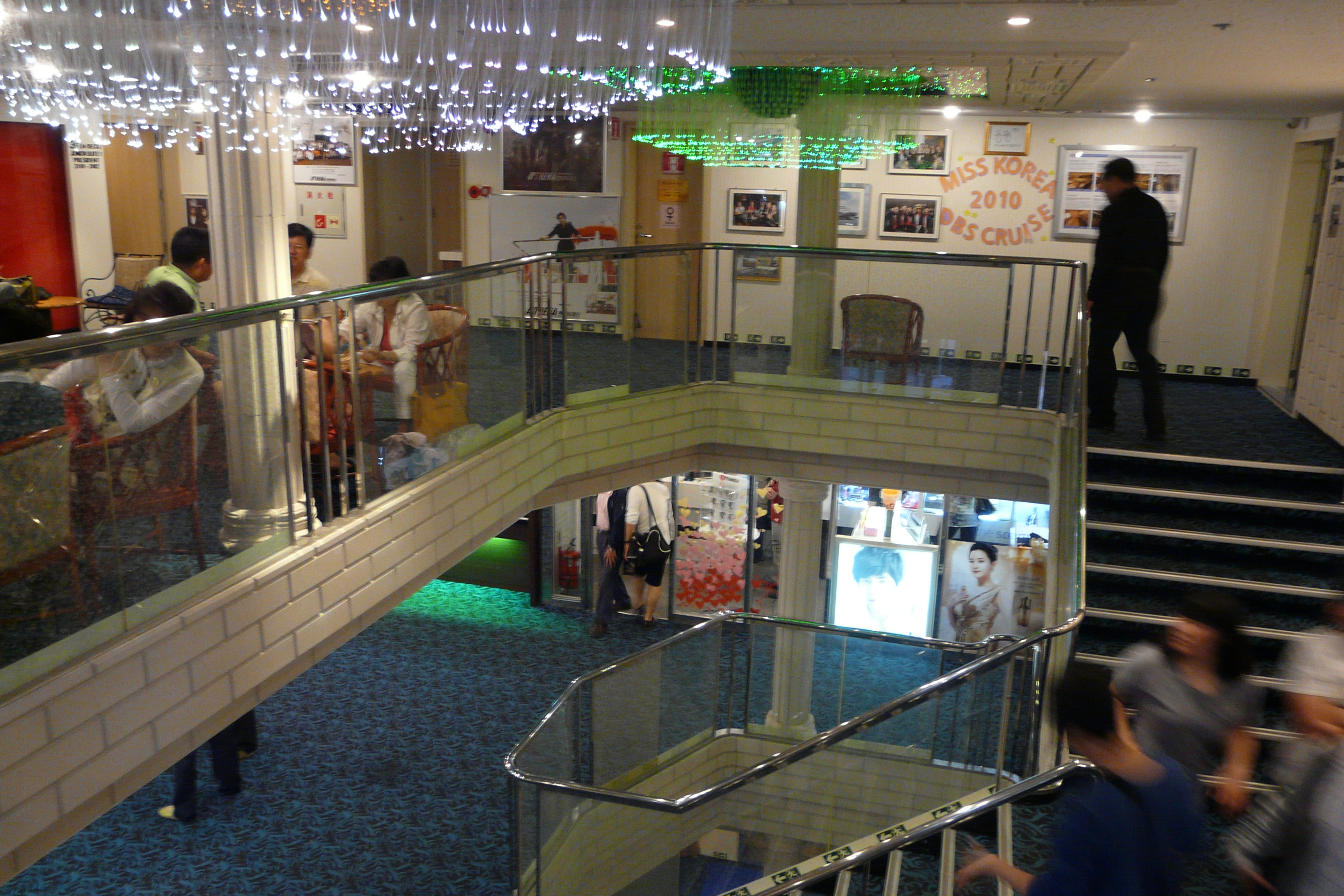
船内
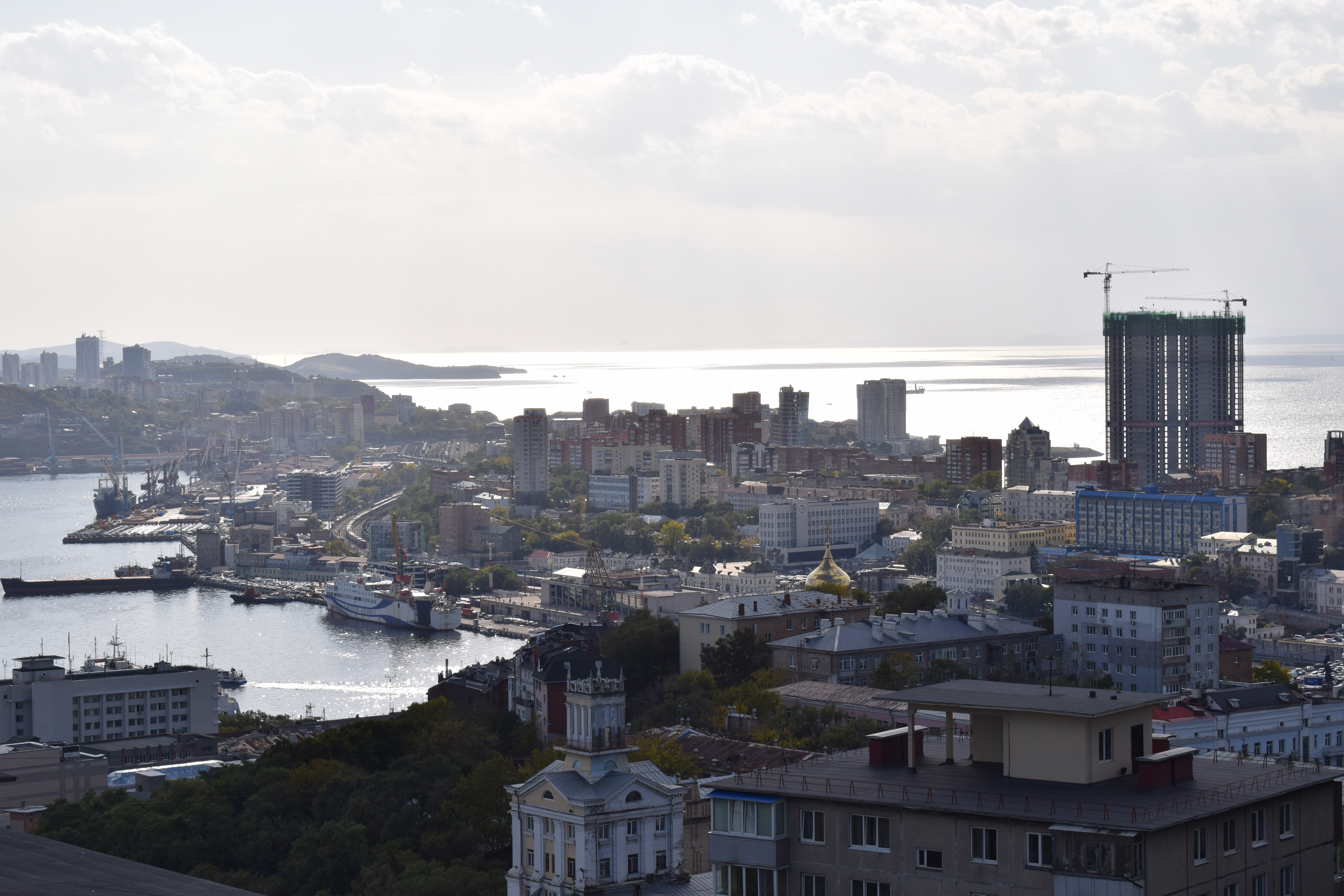
ウラジオストク港に停泊中
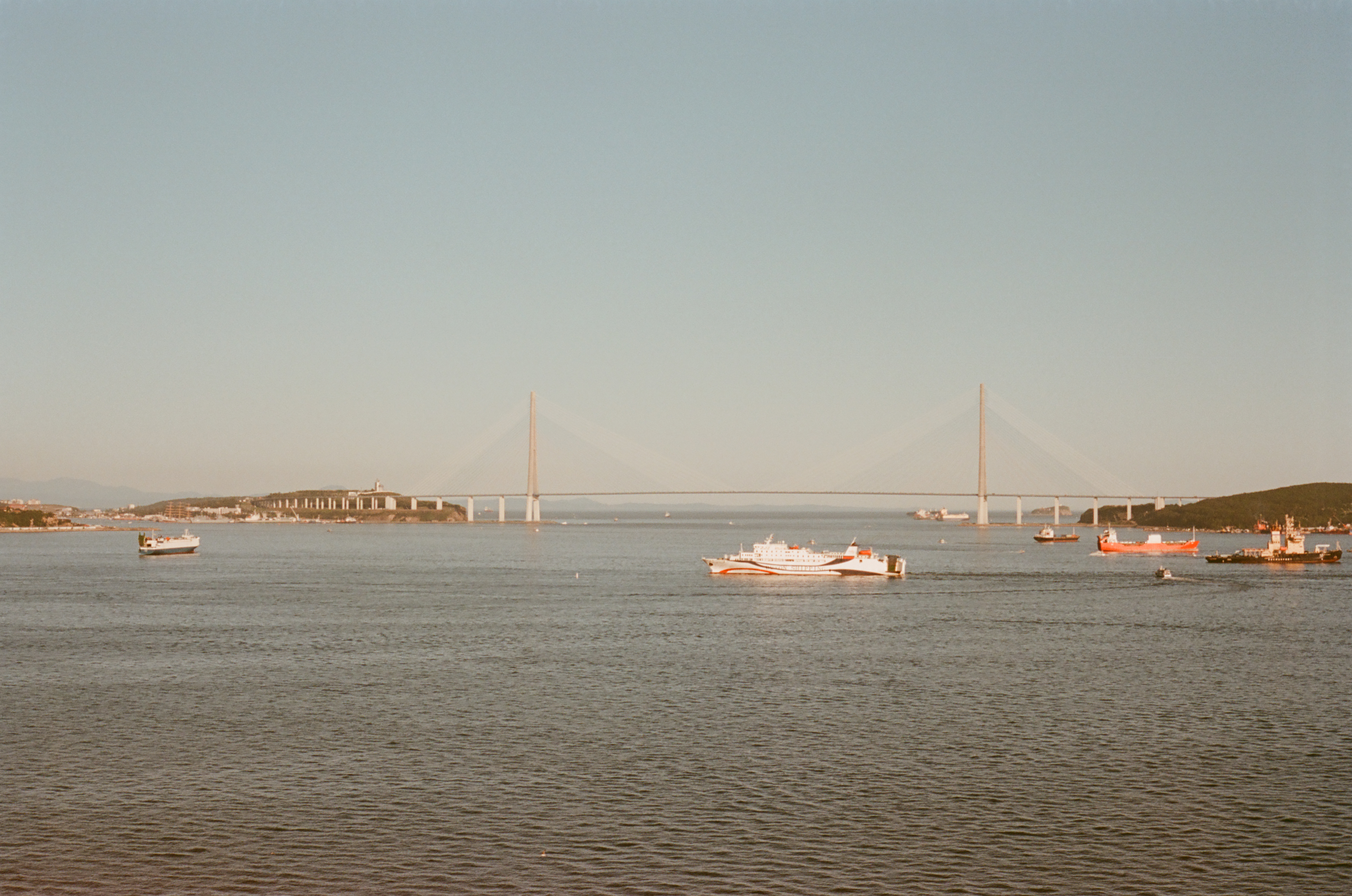
ルースキー島連絡橋（ウラジオストク）とDBSクルーズフェリー（2022年）